# 舞-乙HiME 0～S.ifr～
《舞-乙HiME 0～S.ifr～》是一部由日本日昇動畫製作，並於2008年發售的OVA動畫作品。它是《舞-乙HiME》系列的前傳。  
標題中的‘S.ifr’包含了兩層意思：其一它在阿拉伯語中是0的意思；其二它也提示了作品中的主要角色西弗爾・布蘭（Sifr Flan）。至今已推出了三話。  
在「舞-乙HiME 0～S.ifr～」的預告片中，標題被寫成了「舞-乙HiME S.ifl」。但是官方網站確實採用了‘S.ifr’的寫法，而在第一話時，標題是以「S.ifr」。

## 登場人物

### 主角
西弗爾・布蘭（Sifr Flan，聲：小清水亞美）
出生國家：？
本傳主角，作品開始即被黑團綁架，之後由布魯斯及蕾娜救出。自幼與母親相依生活，渴望成為乙HiME。對蕾娜有種母親的感覺，極力勸說蕾娜與母親合好。擁有溫德布倫王國的王族血統，亦即為「編織者」，疑似是妮娜·王的母亲。

### Bühne自治區・加爾迪羅貝學園
（  德文Bühne，指舞台；德文Garderobe，指劇場的後臺）
溫德布倫王國境內，面積小、擁有自治權、以乙-HiME養成機構「加爾迪羅貝學園」為中心所構成的獨立國家。

#### 五柱
是真祖所認同的乙HiME，主人皆為真祖—二三・姬野，在眾多乙HiME之中擁有最高級別的實力，能給予學園學生認證，共有五個人。
五柱·一之柱
埃利奧特・錢德勒（Elliot Chandler，聲：三瓶由布子）
出生國家：？
擁有GEM・稱號：銀河之藍玉（Galacticamarine，起源：愛瑞斯共和國）
五柱之一，與蕾娜是同期生，喜歡蕾娜;特殊能力為隱形。
五柱·二之柱
烏娜・夏洛克（Una Shamrock，聲：桑島法子）
擁有GEM・稱號：嬌嫣之紫水晶（Bewitching Smile Amethyst，起源：？）
出生國家：？
五柱之一，加爾迪羅貝學園長兼Bühne自治區元首。由於某種原因下令埃利奧特在不得已時暗殺西弗爾。
在被蕾娜打倒後，受到撤職的處分。
五柱·三之柱
麗・加戈諾特（聲：木村亜希子）
出生國家：？
擁有GEM・稱號：（Intensely Playing Peridot）。外表較中性。
在被蕾娜打倒後，受到停職一個月的處分。
五柱·四之柱
京子・妻吹（聲：ささきのぞみ）
出生國家：？
擁有GEM・稱號：旋風之紅水晶（Whirlwind Rose Quartz）。
稱櫻為櫻公主，在學園中似乎為櫻的前輩，可能與櫻為同一國家的人，似乎有些害怕櫻的樣子。
在被蕾娜打倒後，受到停職一個月的處分。
五柱·五之柱
伊魯瑪・班德貝魯德（聲：渡邊明乃）
出生國家：？
擁有GEM・稱號：冰雪之銀水晶（Ice Silver Crystal）。
似乎做為學園長的秘書，常跟在學園長身旁。
在被蕾娜打倒後，受到停職一個月的處分。

#### 學園人員和學生
瑪利亞・葛蕾斯伯（Maria Graceburt，聲：松岡洋子）
出生國家：古羅繆勒斯
擁有GEM・稱號：久遠之碧玉（Eternal Recurrence Jasper，起源：古羅繆勒斯）
主人：真祖—二三・姬野
學園的導師。知道有關蕾娜的力量的事情。在烏娜被停職後，暫時代理學園長。

### 溫德布倫王國
（  Windbloom Kingdom，藍本為英國）
周邊各國當中，殘留著地球時代的技術的「世界學問的中心」，是各國中含有最高科技的國家。
蕾娜・塞亞斯（Lena Sayers，聲：遠藤綾）
出生國家：？
擁有GEM：孤高之紅翡翠（Lofty Crimson Jade，起源：風花王國）蒼天之青玉（Blue Sky Sapphire，起源：移民歷前所創造的超級Meister GEM  蕾娜家的傳家寶玉）
主人：溫德布倫王國王子－布魯斯·溫德布倫
正篇主角之一的亞里香的母親，為加爾迪羅貝歷屆來最強的畢業生，擁有連Meister GEM都無法負荷、奴獸見到都會害怕的自動消失的強大力量。當初蕾娜的母親反對蕾娜成為乙HiME，可能是預見了她會對自己的力量感到害怕。平時都以素身進行國王的護衛行動。與拉凱爾、艾略特同期。唯有移民歷前所創造的超級Meister GEM才能承受住蕾娜的強大力量。
蕾娜同時也是乙HIME唯一一個擁有子獸的HIME，她的子獸名為『Artemis』，同時也是希臘神話中的月之女神(兼職狩獵女神)，在神話中Artemis使用的是月之弓箭。
胸部下方有一顆類似Hime的記號的痣，在蕾娜小時候只是隱約可見，但在蕾娜進入加爾德羅貝後，變得越來越深而蕾娜的力量也越來越強。在第一次與M-9戰鬥並且被沖擊彈飛出去時，出現了金黃色的羽翼，保護蕾娜降落到地面。第二次與M-9交戰時，再次出現金黃色的羽翼，並且出現一雙持著弓箭的手攻擊M-9，但隨即因為蕾娜的制止而消失。
在準備與學園長等人戰鬥時，喊了「阿爾忒彌斯」，從外部改寫了GEM的程式，因此不需要主人的認證便可物質化，武鬥服的模樣也隨著改變。
從在剛用蒼天之青玉與布魯斯訂下契約，尚未開始物質化前，單手抵擋住簧風琴的攻擊，以及與四名五柱戰鬥還能輕鬆獲勝來看，可見蕾娜力量的強大。
似乎因為時常遭到埃利奧特的騷擾的關係，在昏迷期間曾夢到有關埃利奧特的夢。
布魯斯・威爾士／布魯斯・溫德布倫（Bruce Windbloom，聲：置鮎龍太郎）
出生國家：溫德布倫王國
擁有GEM：孤高之紅翡翠,蒼天之青玉
契約的乙HiME：蕾娜・塞亞斯
溫德布倫王國王子，現任國王的兒子,西弗爾堂哥。與西弗爾一樣為「編織者」。疑似為乙Hime的妮娜的父親。

### 艾雅魯教團
一個幫助有困難的人的組織。從前作──舞-乙HiME對乙HiME的設定，紫音修女有乙HiME隨身可以看出，應該也是貴族所組成的。另外根據布魯斯所說，教團似乎會鞭打同性戀。
紫音修女（Sister Zion Margaret，聲：喜多村英梨）
出生國家：？
擁有GEM・稱號：拘龍之薔薇輝石
艾雅魯教團的修女，為了募款而參加救援西弗爾的行動。
拉凱爾・馬約爾（Raquel Mayol，聲：茅原實里）
出生國家：？
擁有GEM・稱號：拘龍之薔薇輝石（Bound Dragons Rhodonite，起源：？）
主人：紫音修女
紫音修女的乙HiME，喜歡吐槽紫音修女。對於艾略特喜歡蕾娜一事感到很好玩，與蕾娜、艾略特同期。

### 黑團
（  Schwartz，德文「黑色」之意）
神秘的邪惡團體，能操控著巨大怪物奴獸（Slave），擁有許多失落的危險科技。同時是綁架西弗爾的團體。
約翰・史密斯（John Smith，聲：阪脩）
出生國家：？
是黑團的首領，綁架西弗爾的首腦。
基多（Kiddo，聲：柿原徹也）
出生國家：？
黑團小隊的隊長，初期綁架西弗爾的人。推測是《舞-乙HiME》的約翰・史密斯的青年期
M-9（MIYU 9，聲：井口裕香）
出生國家：？
黑團從遺跡中發掘出的人造人，為深優的姐妹機型。是少數M.I.Y.U的殘留品之一，擁有與真祖戰鬥過的數據資料。須以編織者的力量才能啟動。擁有凌駕於乙-HIME的戰鬥力。並可以透過與敵人交戰時學習戰鬥模式。
M-9R
M-9與孤高之紅翡翠交手後，所改變的形態。

### 其他
深優（MIYU，聲：浅井清己）
為M-9的姐妹機型，同是少數M.I.Y.U的殘留品之一。目標為破壞M-9。
阿爾泰大公（聲：石田彰）
留著長髮的男人，櫻的主人。身分為阿爾泰大公。
士郎・梦宫（Shiro，聲：保志總一朗）
看見了蕾娜降落到地面時出現金黃色羽翼的一幕，在沙漠中，救了蕾娜。不打自招的說出，自己在幫蕾娜治療時，曾摸過蕾娜的胸部。
在安慰蕾娜的時候，不小心說出想要與蕾娜一起生活的邀請，可以說是類似求婚的話語。疑似是艾利卡的爸爸。為生物學者。
（聲：木村亜希子）
的弟弟。乙HiME的黎人。
櫻（聲：ゆかな）
出生國家：？
擁有GEM・稱號：櫻嵐之金綠石
東方的某武術大國——泰由安的公主。阿爾泰公國的乙Hime。被五柱之一的京子，稱呼為公主。平常穿著類似巫女服的裝束。蕾娜的前輩。在輕小說《舞-乙HIME列傳》是孤高之紅翡翠的元祖。

## 主題曲
「Finality blue」（第1卷）
作詞：畑亞貴，作曲、編曲：宅見將典，主唱：栗林美奈實
「Heart All Green」（第2卷）
作詞・主唱：栗林美奈實，作曲・編曲：齋藤真也
（第3卷）
作詞：畑亞貴，作曲、編曲：黒須克彦，主唱：栗林美奈實

## 各話列表
| 卷數                                                                                   | 日文標題 | 中文標題 | 劇本     | 分鏡     | 演出     | 作畫監督                                | 發售日         |
| -------------------------------------------------------------------------------------- | -------- | -------- | -------- | -------- | -------- | --------------------------------------- | -------------- |
| 1                                                                                      |          |          | 樋口達人 | 久行宏和 | 渡邊哲哉 | 久行宏和（キャラクター） 大塚健（機械） | 2008年2月22日  |
| 2                                                                                      |          |          | 樋口達人 | 渡邊哲哉 | 渡邊哲哉 | 久行宏和（キャラクター） 大塚健（機械） | 2008年7月25日  |
| 3                                                                                      |          |          | 樋口達人 | 久行宏和 | 渡邊哲哉 | 久行宏和（キャラクター） 大塚健（機械） | 2008年11月21日 |
| 上記全話を収録したBlu-ray Disc版「舞-乙HiME 0〜S.ifl〜 COMPLETE」は2009年9月25日発売。 |          |          |          |          |          |                                         |                |

## 外部連結
- （日語） 舞-乙HiME 0～S.ifr～動畫官方網站 （页面存档备份，存于）
- （日語） Bandai Visual